# Bifidobacterium animalis subsp. lactis BB-12
Bifidobacterium animalis subsp. lactis BB-12 — один из наиболее изученных штаммов бифидобактерий. Его представители являются грамположительными неподвижными анаэробными бактериями, продуцирующими молочную кислоту и не имеющими каталазной активности. BB-12 имеют нерегулярную палочковидную форму, не образуют спор и являются одними из наиболее распространенных бактерий, входящих в состав пробиотиков, а также популярным модельным объектом для изучения свойств бифидобактерий.

## Описание
Бифидобактерии BB-12 были впервые выведены и помещены в коллекцию культур датской компанией Chr. Hansen в 1983 году. На тот момент считалось, что данный штамм следует отнести к виду Bifidobacterium bifidum, однако более поздние исследования с применением молекулярно-генетических методов показали, что штамм относится к виду Bifidobacterium animalis и подвиду lactis. Геном BB-12 был полностью секвенирован в 2010 году.
Согласно результатам протеомного анализа, штамм BB-12 может продуцировать внеклеточные белки, связывающие олигосахариды, аминокислоты и ионы магния, а также ферменты, способные метаболизировать бактериальные клеточные стенки, и около двух десятков белков, способных взаимодействовать с клетками эпителия кишечника, связываться с молекулами коллагена и осуществлять регуляцию работы иммунной системы кишечника.
Бифидобактерии BB-12 лучше других штаммов переносят действие кислотной среды желудка, а также желчных кислот и солей, которые в высоких концентрациях присутствуют в тонком кишечнике. Другой особенностью BB-12 является способность эффективно закрепляться на слизистой оболочке кишечника, в том числе после ротавирусной инфекции.

## Свойства и потенциал для практического использования
Бактерии B. animalis subsp. lactis BB-12 были использованы в качестве объекта в более чем 130 клинических исследованиях (по состоянию на 2014 год), в результате чего был выявлен ряд свойств, которые позволяют считать BB-12 хорошей основой для пробиотических препаратов.
Способность противостоять механизмам, защищающим кишечник от бактериальных патогенов, позволяет бифидобактериям BB-12 проходить все отделы желудочно-кишечного тракта, оставаясь жизнеспособными и активными. Согласно некоторым данным, постоянный прием пробиотических препаратов и добавок, содержащих BB-12, влияет на баланс кишечной микрофлоры, сокращая количество отдельных потенциально патогенных бактерий.
Прием бифидобактерий ВВ-12 может облегчать симптомы некоторых заболеваний кишечника, среди которых коллагеновый колит. Однако для других заболеваний, например, язвенного колита, позитивных клинических эффектов не наблюдалось. Показано, что ВВ-12 могут нормализовать работу кишечника у пожилых людей.
Есть данные, свидетельствующие о пользе препаратов с бифидобактериями ВВ-12 для детей. В частности, они могут снижать риск появления острой диареи, а контролируемый прием ВВ-12 в возрасте до 8 месяцев может быть ассоциирован с пониженной частотой респираторных инфекций.
Существуют свидетельства в пользу того, что пробиотические бактерии и, в частности, B. animalis subsp. lactis BB-12, могут стимулировать работу иммунной системы и даже делать эффективнее ответ на введение некоторых вакцин, однако механизмы этих эффектов изучены не полностью.
Ведутся исследования безопасности приема пробиотиков, содержащих ВВ-12, совместно с назначаемыми антибиотиками. Существуют опасения, что некоторые бифидобактерии, несущие гены устойчивости к отдельным антибиотикам, например, тетрациклину, могут передать эти гены потенциально патогенным бактериям организма. В этой связи ведутся разработки штаммов без устойчивости к тетрациклину.

## Препараты и продукты, содержащие штамм ВВ-12
Пробиотики, содержащие штамм ВВ-12, производятся в разных формах, среди которых порошки, капсулы и жевательные таблетки.
ВВ-12, как и другие пробиотические культуры, может добавляться в йогурты, другие ферментированные молочные продукты и даже мороженое, в которых бактерии ВВ-12 сохраняют активность в течение нескольких недель. Однако, в составе молочных продуктов эффект BB-12 обычно слабо выражен из-за более низких, чем в пробиотических препаратах, концентрациях бифидобактерий.
Эффективность пробиотиков на основе BB-12 может повышаться при добавлении пребиотических углеводов, таких как инулин или ксило-олигосахариды. Последние могут селективно стимулировать рост культур бифидобактерий BB-12.